# Bainbridgereflexen
Bainbridgereflexen innebär den effekt hos hjärtat, då ett ökat blodtryck i hjärtats förmak kommer att öka hjärtfrekvensen. Det ökade blodtrycket i förmaken står i relation till ökat ventryck och ökat venöst flöde. Reflexen är viktig för att hjärtat skall kunna kompensera för ett ökat venöst återflöde, som annars riskerar att leda till blodstockning och påföljande ödem.
Bainbridgereflexen bygger på sträckreceptorer i förmaken, precis i gränsen mellan förmak och ven.

## Respiratorisk sinusarrytmi
Effekten att man kan se en förändring i puls under inandning kallas respiratorisk sinusarrytmi. Den beror på att det intratorakala trycket minskar under inandningen, vilket ökar det venösa återflödet. Detta registreras av förmakens sträckreceptorer, som ökar pulsen någon för att kompensera för det ökade återflödet. 